# Statistiche della Coppa delle Coppe UEFA
Questa pagina riporta alcune statistiche dettagliate riguardanti la Coppa delle Coppe UEFA.

## Vittorie per squadra
| Pos. | Squadra             | Vittorie | Anni                   |
| ---- | ------------------- | -------- | ---------------------- |
| 1    | Barcellona          | 4        | 1979, 1982, 1989, 1997 |
| 2    | Milan               | 2        | 1968, 1973             |
| 2    | Chelsea             | 2        | 1971, 1998             |
| 2    | Dinamo Kiev         | 2        | 1975, 1986             |
| 2    | Anderlecht          | 2        | 1976, 1978             |
| 6    | Fiorentina          | 1        | 1961                   |
| 6    | Atlético Madrid     | 1        | 1962                   |
| 6    | Tottenham           | 1        | 1963                   |
| 6    | Sporting Lisbona    | 1        | 1964                   |
| 6    | West Ham Utd        | 1        | 1965                   |
| 6    | Borussia Dortmund   | 1        | 1966                   |
| 6    | Bayern Monaco       | 1        | 1967                   |
| 6    | Slovan Bratislava   | 1        | 1969                   |
| 6    | Manchester City     | 1        | 1970                   |
| 6    | Rangers             | 1        | 1972                   |
| 6    | Magdeburgo          | 1        | 1974                   |
| 6    | Amburgo             | 1        | 1977                   |
| 6    | Valencia            | 1        | 1980                   |
| 6    | Dinamo Tbilisi      | 1        | 1981                   |
| 6    | Aberdeen            | 1        | 1983                   |
| 6    | Juventus            | 1        | 1984                   |
| 6    | Everton             | 1        | 1985                   |
| 6    | Ajax                | 1        | 1987                   |
| 6    | Malines             | 1        | 1988                   |
| 6    | Sampdoria           | 1        | 1990                   |
| 6    | Manchester Utd      | 1        | 1991                   |
| 6    | Werder Brema        | 1        | 1992                   |
| 6    | Parma               | 1        | 1993                   |
| 6    | Arsenal             | 1        | 1994                   |
| 6    | Real Saragozza      | 1        | 1995                   |
| 6    | Paris Saint-Germain | 1        | 1996                   |
| 6    | Lazio               | 1        | 1999                   |

### Vittorie per città
| Città             | Vittorie | Secondi posti | Vincitori                                              | Finalisti                           |
| ----------------- | -------- | ------------- | ------------------------------------------------------ | ----------------------------------- |
| Londra            | 5        | 3             | Chelsea (2) Arsenal (1) Tottenham (1) West Ham Utd (1) | Arsenal (2) West Ham Utd (1)        |
| Barcellona        | 4        | 2             | Barcellona (4)                                         | Barcellona (2)                      |
| Bruxelles         | 2        | 2             | Anderlecht (2)                                         | Anderlecht (2)                      |
| Milano            | 2        | 1             | Milan (2)                                              | Milan (1)                           |
| Manchester        | 2        | 0             | Manchester Utd (1) Manchester City (1)                 |                                     |
| Kiev              | 2        | 0             | Dinamo Kiev (2)                                        |                                     |
| Madrid            | 1        | 4             | Atlético Madrid (1)                                    | Atlético Madrid (2) Real Madrid (2) |
| Glasgow           | 1        | 2             | Rangers (1)                                            | Rangers (2)                         |
| Monaco di Baviera | 1        | 1             | Bayern Monaco (1)                                      | Monaco 1860 (1)                     |
| Liverpool         | 1        | 1             | Everton (1)                                            | Liverpool (1)                       |
| Amsterdam         | 1        | 1             | Ajax (1)                                               | Ajax (1)                            |
| Amburgo           | 1        | 1             | Amburgo (1)                                            | Amburgo (1)                         |
| Parigi            | 1        | 1             | Paris Saint-Germain (1)                                | Paris Saint-Germain (1)             |
| Firenze           | 1        | 1             | Fiorentina (1)                                         | Fiorentina (1)                      |
| Genova            | 1        | 1             | Sampdoria (1)                                          | Sampdoria (1)                       |
| Parma             | 1        | 1             | Parma (1)                                              | Parma (1)                           |
| Tbilisi           | 1        | 0             | Dinamo Tbilisi (1)                                     |                                     |
| Torino            | 1        | 0             | Juventus (1)                                           |                                     |
| Lisbona           | 1        | 0             | Sporting Lisbona (1)                                   |                                     |
| Bratislava        | 1        | 0             | Slovan Bratislava (1)                                  |                                     |
| Brema             | 1        | 0             | Werder Brema (1)                                       |                                     |
| Magdeburgo        | 1        | 0             | Magdeburgo (1)                                         |                                     |
| Aberdeen          | 1        | 0             | Aberdeen (1)                                           |                                     |
| Malines           | 1        | 0             | Malines (1)                                            |                                     |
| Dortmund          | 1        | 0             | Borussia Dortmund (1)                                  |                                     |
| Saragozza         | 1        | 0             | Real Saragozza (1)                                     |                                     |
| Valencia          | 1        | 0             | Valencia (1)                                           |                                     |
| Roma              | 1        | 0             | Lazio (1)                                              |                                     |
| Vienna            | 0        | 3             |                                                        | Rapid Vienna (2) Austria Vienna (1) |
| Budapest          | 0        | 2             |                                                        | MTK Budapest (1) Ferencváros (1)    |
| Monaco            | 0        | 1             |                                                        | Monaco (1)                          |
| Porto             | 0        | 1             |                                                        | Porto (1)                           |
| Mosca             | 0        | 1             |                                                        | Dinamo Mosca (1)                    |
| Leeds             | 0        | 1             |                                                        | Leeds Utd (1)                       |
| Palma di Maiorca  | 0        | 1             |                                                        | Maiorca (1)                         |
| Jena              | 0        | 1             |                                                        | Carl Zeiss Jena (1)                 |
| Zabrze            | 0        | 1             |                                                        | Górnik Zabrze (1)                   |
| Anversa           | 0        | 1             |                                                        | Anversa (1)                         |
| Düsseldorf        | 0        | 1             |                                                        | Fortuna Düsseldorf (1)              |
| Liegi             | 0        | 1             |                                                        | Standard Liegi (1)                  |
| Lipsia            | 0        | 1             |                                                        | Lokomotive Lipsia (1)               |
| Stoccarda         | 0        | 1             |                                                        | Stoccarda (1)                       |

## Vittorie per nazione
| Pos. | Nazione          | Vittorie | Secondi posti | Vincitori                                                                                   |
| ---- | ---------------- | -------- | ------------- | ------------------------------------------------------------------------------------------- |
| 1    | Inghilterra      | 8        | 5             | Chelsea (2), Tottenham, West Ham Utd, Manchester City, Everton, Manchester Utd, Arsenal (1) |
| 2    | Spagna           | 7        | 7             | Barcellona (4), Atlético Madrid, Valencia, Real Saragozza (1)                               |
| 3    | Italia           | 7        | 4             | Milan (2), Fiorentina, Juventus, Sampdoria, Parma, Lazio (1)                                |
| 4    | Germania         | 4        | 4             | Borussia Dortmund, Bayern Monaco, Amburgo, Werder Brema (1)                                 |
| 5    | Belgio           | 3        | 4             | Anderlecht (2), Malines (1)                                                                 |
| 6    | Unione Sovietica | 3        | 1             | Dinamo Kiev (2), Dinamo Tbilisi (1)                                                         |
| 7    | Scozia           | 2        | 2             | Rangers, Aberdeen (1)                                                                       |
| 8    | Germania Est     | 1        | 2             | Magdeburgo (1)                                                                              |
| 8    | Francia          | 1        | 2             | Paris Saint-Germain (1)                                                                     |
| 10   | Paesi Bassi      | 1        | 1             | Ajax (1)                                                                                    |
| 10   | Portogallo       | 1        | 1             | Sporting Lisbona (1)                                                                        |
| 12   | Cecoslovacchia   | 1        | 0             | Slovan Bratislava (1)                                                                       |
| 13   | Austria          | 0        | 3             | -                                                                                           |
| 14   | Ungheria         | 0        | 2             | -                                                                                           |
| 15   | Polonia          | 0        | 1             | -                                                                                           |

## Record

### Partecipazioni
- Per la Coppa delle Coppe raramente la stessa squadra si è qualificata per più volte di fila. Ecco le squadre che hanno partecipato alla Coppa delle Coppe per almeno 3 stagioni consecutive

| Pos. | Squadra              | Partecipazioni | Periodo                   |
| ---- | -------------------- | -------------- | ------------------------- |
| 1    | Cardiff City         | 5              | dal 1967/68 al 1971/72    |
| 1    | Reipas Lahti         | 5              | dal 1973/74 al 1977/78    |
| 3    | Shamrock Rovers      | 4              | dal 1966/67 al 1969/70    |
| 3    | Anderlecht           | 4              | dal 1975/76 al 1978/79    |
| 3    | Barcellona           | 4              | dal 1981/82 al 1984/85    |
| 3    | Dinamo Bucarest      | 4              | dal 1986/87 al 1989/90    |
| 3    | Dinamo Batumi        | 4              | dal 1995/96 al 1998/99[1] |
| 8    | Olympiacos           | 3              | dal 1961/62 al 1963/64[2] |
| 8    | Dinamo Zagabria      | 3              | dal 1963/64 al 1965/66    |
| 8    | Galatasaray          | 3              | dal 1964/65 al 1966/67    |
| 8    | Floriana             | 3              | dal 1964/65 al 1966/67    |
| 8    | Standard Liegi       | 3              | dal 1965/66 al 1967/68    |
| 8    | Győri ETO            | 3              | dal 1966/67 al 1968/69    |
| 8    | Levski-Spartak Sofia | 3              | dal 1967/68 al 1969/70    |
| 8    | Górnik Zabrze        | 3              | dal 1968/69 al 1970/71    |
| 8    | Steaua Bucarest      | 3              | dal 1969/70 al 1971/72    |
| 8    | Sporting Lisbona     | 3              | dal 1971/72 al 1973/74    |
| 8    | PAOK                 | 3              | dal 1972/73 al 1974/75    |
| 8    | Fortuna Düsseldorf   | 3              | dal 1978/79 al 1980/81    |
| 8    | Swansea City         | 3              | dal 1981/82 al 1983/84    |
| 8    | Rapid Vienna         | 3              | dal 1984/85 al 1986/87    |
| 8    | Glentoran            | 3              | dal 1985/86 al 1987/88    |
| 8    | Barcellona           | 3              | dal 1988/89 al 1990/91    |
| 8    | Sampdoria            | 3              | dal 1988/89 al 1990/91    |
| 8    | Valur                | 3              | dal 1991/92 al 1993/94    |
| 8    | Žalgiris             | 3              | dal 1993/94 al 1995/96    |
| 8    | AEK Atene            | 3              | dal 1995/96 al 1997/98    |
| 8    | Lokomotiv Mosca      | 3              | dal 1996/97 al 1998/99[1] |

### Vittorie per città
- Londra è stata l'unica città a vincere il trofeo con quattro squadre diverse: Arsenal, Chelsea, Tottenham e West Ham. A seguire Manchester, che ha vinto il trofeo con entrambe le squadre (Manchester United e Manchester City). Le altre città che hanno disputato una o più finali con due squadre sono Madrid (Atletico Madrid e Real Madrid), Liverpool (Everton e Liverpool), Monaco di Baviera (Bayern Monaco e Monaco 1860), Vienna (Austra Vienna e Rapid Vienna) e Budapest (Ferencváros e MTK Budapest). Madrid, Liverpool e Monaco di Baviera hanno vinto il trofeo una volta con una delle due squadre, mentre Vienna e Budapest sono rimaste senza successi.

### Difesa del trofeo
- Nessuna squadra è mai riuscita a conquistare la Coppa delle Coppe per due o più volte di fila, benché in 8 occasioni i detentori del trofeo siano giunti in finale anche l'anno seguente:

| Squadra             | Anno vittoria | Finale persa con                 |
| ------------------- | ------------- | -------------------------------- |
| Fiorentina          | 1961          | Atlético Madrid (1962, 1-1, 3-0) |
| Atlético Madrid     | 1962          | Tottenham (1963, 5-1)            |
| Milan               | 1973          | Magdeburgo (1974, 2-0)           |
| Anderlecht          | 1976          | Amburgo (1977, 2-0)              |
| Ajax                | 1987          | Malines (1988, 1-0)              |
| Parma               | 1993          | Arsenal (1994, 1-0)              |
| Arsenal             | 1994          | Real Zaragoza (1995, 2-1 (dts)   |
| Paris Saint-Germain | 1996          | Barcellona (1997, 1-0)           |

### Mancata vittoria della Coppa nazionale
- Alla Coppa delle Coppe non partecipavano solo i vincitori della propria Coppa nazionale. In 5 casi la Coppa delle Coppe fu vinta da una squadra che l'anno precedente aveva perso la finale della Coppa nazionale contro la squadra che vinse il campionato nazionale e per altre 5 volte squadre che non avevano vinto la Coppa nazionale arrivarono in finale. Ecco le cinque vincitrici:
  - La Fiorentina (1960-1961), finalista di Coppa Italia nel 1959-1960 contro la Juventus.
  - I Rangers (1971-1972) finalisti di Coppa di Scozia del 1971 contro il Celtic.
  - L'Anderlecht (1977-1978), finalista di Coppa del Belgio del 1977 contro il Bruges.
  - La Dinamo Tbilisi (1980-1981) finalista di Coppa dell'URSS del 1980 contro lo Šachtar. In questo caso lo Šakhtar non aveva ancora vinto il campionato sovietico, ma la finale della Coppa nazionale fu disputata dopo la data limite fissata dall'UEFA per l'iscrizione delle squadre alle coppe europee e quindi, siccome entrambe le squadre potevano disputare anche la Coppa UEFA, fu la federazione a scegliere di iscrivere lo Shakhtar alla Coppa UEFA e la Dinamo alla Coppa delle Coppe.
  - Il Barcellona (1996-1997), finalista di Coppa del Re del 1996 contro l'Atlético Madrid.
- Durante la stagione 1994-1995 l'Inghilterra ebbe due rappresentanti nella Coppa delle Coppe, nessuna delle quali aveva vinto la FA Cup la stagione precedente: l'Arsenal, in qualità di detentore della Coppa delle Coppe, ed il Chelsea, che l'anno prima aveva perso la FA Cup contro i campioni d'Inghilterra del Manchester Utd. Entrambe le squadre furono battute dagli spagnoli del Real Zaragoza, che poi vinsero la Coppa delle Coppe 1994-1995.

### Vittoria del campionato nazionale nella stessa stagione
Solo cinque squadre hanno vinto la Coppa delle Coppe e il proprio campionato nella stessa stagione:
- Dinamo Kiev (1975, 1986)
- Milan (1968)
- Magdeburgo (1974)
- Juventus (1984)
- Everton (1985)

Il peggior piazzamento nel proprio campionato nazionale da parte di un vincitore della Coppa delle Coppe è stato ottenuto dal Manchester City, 10° nella stagione 1969-1970.

#### Partecipazioni alle finali
Il record di finali disputate è del Barcellona (sei, quattro vinte e due perse), seguito dall'Anderlecht (quattro, due vinte e due perse), e da Milan (tre, due vinte ed una persa), Atlético Madrid (tre, una vinta e due perse), Arsenal (tre, una vinta e due perse) e Rangers (tre, una vinta e due perse).
Chelsea e Dinamo Kiev sono le uniche squadre ad aver disputato più di una finale senza mai perdere: ciascuna delle due squadre infatti ha vinto entrambe le finali a cui ha partecipato. Real Madrid e Rapid Vienna invece sono le uniche squadre ad aver disputato più di una finale senza mai vincere: ciascuna ha infatti perso entrambe le finali giocate.

### Migliori vittorie

#### Partita singola
Sporting Lisbona-APOEL Nicosia 16-1 (1963-1964, secondo turno)

#### Complessivo andata e ritorno
Andata: Jeunesse Hautcharage-Chelsea 0-8
Ritorno: Chelsea-Jeunesse Hautcharage 13-0
Complessivo: Chelsea vince 21-0 (1971-1972, primo turno)

#### In finale
Tottenham-Atlético Madrid 5-1 (1962-1963)

### Partite con il maggior numero di gol

#### Partita singola
17: Sporting Lisbona-APOEL Nicosia 16-1 (1963-1964, secondo turno)

#### Complessivo andata e ritorno
Andata: Levski-Spartak Sofia-Lahden Reipas 12-2
Ritorno: Reipas Lahti-Levski-Spartak Sofia 1-7
Complessivo: il Levski-Spartak Sofia vince 19-3, 22 gol totali (1976-1977, primo turno)

#### In finale
- Barcellona-Fortuna Düsseldorf 4-3, 7 gol totali (1978-1979)
- Finale: Sporting Lisbona-MTK Budapest 3-3
Rematch: Sporting Lisbona-MTK Budapest 1-0
Complessivo: lo Sporting Lisbona vince 4-3, 7 gol totali (1963-1964)

### Migliori marcatori

#### In una singola stagione
| Gol | Giocatori       | Squadra           | Anno      |
| --- | --------------- | ----------------- | --------- |
| 14  | Lothar Emmerich | Borussia Dortmund | 1965-1966 |
| 13  | Kiril Milanov   | Levski Sofia      | 1976-1977 |
| 11  | Mascarenhas     | Sporting Lisbona  | 1963-1964 |
| 10  | Roger Claessen  | Standard Liegi    | 1966-1967 |
| 9   | Mario Kempes    | Valencia          | 1979-1980 |
| 9   | Roberto Baggio  | Juventus          | 1990-1991 |
| 9   | Ian Wright      | Arsenal           | 1994-1995 |
| 9   | Petr Samec      | Hradec Králové    | 1995-1996 |

#### Partita singola
- Kiril Milanov (Levski-Spartak Sofia), 6 gol (Levski-Spartak Sofia-Reipas Lahti 12-2, 1976-1977, primo turno)
- Mascarenhas (Sporting Lisbona), 6 gol (Sporting Lisbona-APOEL Nicosia 16-1 1963-1964, secondo turno)

#### Complessivo andata e ritorno
Andata: Kiril Milanov, 6 gol (Levski-Spartak Sofia-Reipas Lahti 12-2)
Ritorno: Kiril Milanov, 4 gol (Reipas Lahti-Levski-Spartak Sofia 1-7)
Complessivo: Kiril Milanov (Levski-Spartak Sofia), 10 gol (1976-1977, primo turno)

### Rimonte
1. Andata: La Chaux-de-Fonds-Leixões 6-2
Ritorno: Leixões-La Chaux-de-Fonds 5-0
Complessivo: il Leixoes vince per 7-6 (1961-1962, primo turno)
2. Andata: Manchester Utd-Sporting Lisbona 4-1
Ritorno: Sporting Lisbona-Manchester United 5-0
Complessivo: lo Sporting Lisbona vince per 6-4 (1963-1964, quarti di finale)
3. Andata: Roma-Carl Zeiss Jena 3-0
Ritorno: Carl Zeiss Jena-Roma 4-0
Complessivo: il Carl Zeiss Jena vince per 4-3 (1980-1981, Primo turno)
4. Andata: Metz-Barcellona 2-4
Ritorno: Barcellona-Metz 1-4 (dopo un parziale di 1-0 al 33')
Complessivo: il Metz vince per 6-5 (1984-1985, quarti di finale)
5. Andata: Dinamo Dresda-Bayer Uerdingen 2-0
Ritorno: Bayer Uerdingen-Dinamo Dresda 7-3 (dopo un parziale di 1-3 alla fine del primo tempo)
Complessivo: il Bayer Uerdingen vince per 7-5 (1985-1986, quarti di finale)
6. Andata: Halmstad-Parma 3-0
Ritorno: Parma-Halmstad 4-0
Complessivo: il Parma vince per 4-3 (1995-1996, secondo turno)

### Paesi
- Se il vincitore della Coppa delle Coppe non vinceva la propria coppa nazionale, la nazione in questione di solito aveva due rappresentanti in Coppa delle Coppe, che talvolta si sono affrontate durante la manifestazione:

| Stagione  | Nazione     | Turno            | Partita                                                 |
| --------- | ----------- | ---------------- | ------------------------------------------------------- |
| 1963-1964 | Inghilterra | Secondo turno    | Tottenham-Manchester Utd (2-0, 1-4, tot: 3-4)           |
| 1970-1971 | Inghilterra | Semifinale       | Chelsea-Manchester City (1-0, 1-0, tot: 2-0)            |
| 1979-1980 | Spagna      | Quarti di finale | Barcellona-Valencia (0-1, 3-4, tot: 3-5)                |
| 1988-1989 | Belgio      | Secondo turno    | Malines-Anderlecht (1-0, 1-0, tot: 2-0)                 |
| 1992-1993 | Germania    | Primo turno      | Werder Brema-Hannover 96 (3-1, 1-2, tot: 4-3)           |
| 1995-1996 | Spagna      | Quarti di finale | Deportivo La Coruña-Real Saragozza (1-0, 1-1, tot: 2-1) |

### Allenatori plurivincitori
Gli allenatori più vittoriosi nella storia della Coppa delle Coppe.
- 2  Nereo Rocco: 1967-68, 1972-73 ( Milan)
- 2  Valerij Lobanovs'kyj: 1974-75, 1985-86 ( Dinamo Kiev)
- 2  Alex Ferguson: 1982-83, 1990-91 ( Aberdeen,  Manchester Utd)
- 2  Johan Cruyff: 1986-87, 1988-89 ( Ajax,  Barcellona)

### Giocatori plurivincitori
- 3  Francisco José Carrasco: 1978-79, 1981-82, 1988-89 ( Barcellona)